# Naszály (ort)
Naszály är en ort i Ungern.   Den ligger i provinsen Komárom-Esztergom, i den nordvästra delen av landet, 60 km väster om huvudstaden Budapest. Naszály ligger 117 meter över havet och antalet invånare är 2 239.
Terrängen runt Naszály är huvudsakligen platt, men österut är den kuperad. Runt Naszály är det ganska tätbefolkat, med 214 invånare per kvadratkilometer. Närmaste större samhälle är Tata, 7,2 km sydost om Naszály. Runt Naszály är det i huvudsak tätbebyggt.